# Битва при Марафоне
Марафо́нская би́тва — одно из крупнейших сухопутных сражений греко-персидских войн, состоявшееся 12 сентября 490 года до н. э. неподалёку от греческого города Марафон приблизительно в 42 км от Афин.
В битве при Марафоне персидская армия потерпела сокрушительное поражение. Под руководством Мильтиада союзным войском афинян и платейцев была уничтожена бо́льшая часть армии противника. Для эллинов сражение стало первой победой над войском империи Ахеменидов. Для персов поражение их армии не имело больших последствий: их государство находилось на пике могущества и обладало огромными ресурсами. После этой неудачной экспедиции Дарий стал собирать огромное войско для покорения всей Греции. Его планам помешало восстание в Египте в 486 году до н. э. После смерти Дария его трон занял Ксеркс. Подавив египетское восстание, Ксеркс продолжил подготовку к походу на Грецию.

## Источники

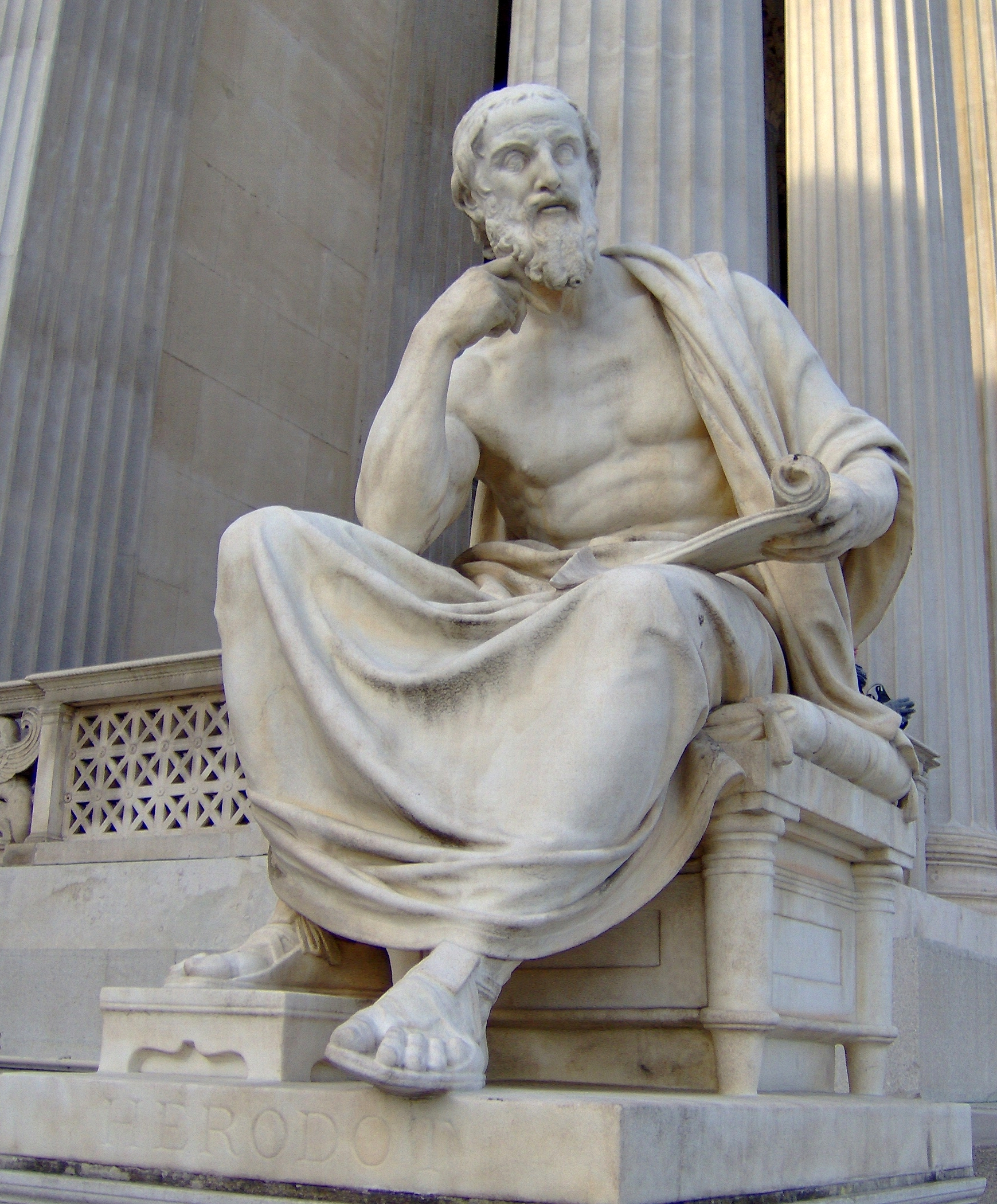
Современная статуя Геродота у Венского парламента

## Предыстория

### Ситуация в Афинах
После смерти тирана Писистрата в 527 году до н. э. власть перешла к его сыновьям Гиппарху и Гиппию. После убийства Гиппарха в 514 году до н. э. оставшийся в живых Гиппий окружил себя наёмниками, с помощью которых надеялся сохранить власть. В 510 году до н. э. спартанский царь Клеомен предпринял военный поход против Афин, в результате которого тиран был свергнут. В Афины вернулся представитель рода Алкмеонидов Клисфен. Ему была поручена подготовка новых законов. Осуществлённые им нововведения сделали Афины демократией (др.-греч. δημοκρατία). Также им был введён остракизм — изгнание выдающихся граждан, угрожающих демократии, из города путём голосования. Нововведения Клисфена не нравились представителям афинской аристократии — эвпатридам. Сумев избрать архонтом своего представителя Исагора, они изгнали Клисфена и отменили его реформы. Исагора и его сторонников поддерживали спартанцы. Демос воспротивился этой перемене, поднял восстание и сумел выдворить из Афин как Исагора, так и спартанцев.
После их изгнания могущество города стало возрастать. Однако жители опасались мести со стороны спартанцев. Страх перед их армией был настолько велик, что Клисфен отправил в 508/507 году до н. э. посольство в Сарды к персидскому сатрапу и брату царя Артаферну. Целью посланников было обеспечение оборонительного союза против спартанцев. Персы потребовали от афинян «земли и воды». Послы согласились. Этот символический акт означал формальное признание своего подчинения. Хотя по возвращении домой послы подверглись «суровому осуждению», персы стали считать афинян своими подданными, подобно ионийским грекам. Дальнейшее неповиновение рассматривалось персами как мятеж. Одной из основных целей последующих военных кампаний империи Ахеменидов в Грецию (поход Мардония в 492 году до н. э., экспедиция Датиса и Артаферна в 490 году до н. э., а также вторжение армии Ксеркса, стало завоевание Афин.

### Начало греко-персидских войн
В 499 году до н. э. греческие полисы на территории Малой Азии, находящиеся под властью персидского царя, подняли восстание. Представители повстанцев отправились к родственным им грекам западного побережья Эгейского моря. Спартанцы не захотели вступать в военный конфликт с персами, в то время как афиняне приняли решение отправить на помощь 20 кораблей. Повстанцам, совместно с афинянами, удалось захватить и сжечь важный город империи и столицу сатрапии Сарды. Дарий желал отомстить участвовавшим в восстании и не признающим его власть грекам.
Также Дарий видел возможность покорить разрозненные древнегреческие города. В 492 году до н. э. во время военной экспедиции персидского военачальника Мардония была завоёвана Фракия, Македония признала верховную власть персидского царя. Таким образом, персы обеспечили своему сухопутному войску проход к территории Древней Греции.

Карта государства Ахеменидов

В 491 году до н. э. Дарий отправил послов во все независимые греческие города с требованием «земли и воды», что соответствовало покорности и признанию власти персов. Осознавая силу и военную мощь государства Ахеменидов, все города древней Эллады, кроме Спарты и Афин, приняли унизительные требования. В Афинах послы были преданы суду и казнены. В Спарте их сбросили в колодец, предложив взять оттуда земли и воды.

### Экспедиция Датиса и Артаферна
Дарий отстранил Мардония от командования и назначил на его место своего племянника Артаферна, придав ему опытного полководца мидийца Датиса. Основными целями военной экспедиции были завоевание или подчинение Афин и Эретрии на острове Эвбея, которая также оказывала помощь повстанцам, а также Кикладские острова и Наксос. Согласно Геродоту, Дарий приказал Датису и Артаферну «обратить в рабство жителей Афин и Эретрии и привести пред его царские очи». При экспедиции находился и бывший тиран Афин Гиппий.
Во время экспедиции персидское войско завоевало Наксос и высадилось на острове Эвбея. Когда это произошло, жители Эретрии приняли решение не покидать город и постараться выдержать осаду. Войско персов не ограничилось осадой, а пыталось взять город штурмом. Геродот писал о том, что борьба была ожесточённой, и обе стороны понесли тяжёлые потери. Тем не менее после шести дней боёв два знатных эретрийца, Евфорб и Филагр, открыли ворота врагу. Персы вошли в город, разграбили его, сожгли храмы и святилища в отместку за сожжение Сард. Захваченные в плен граждане были обращены в рабство.

## Перед битвой

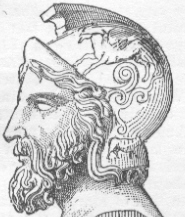
Военачальник греческого войска Мильтиад

После завоевания Эретрии персы отплыли по направлению к Аттике. По совету находившегося в составе их армии бывшего афинского тирана Гиппия они высадились на равнине неподалёку от города Марафон. Для завоевателей она имела ряд преимуществ. Во-первых, равнина находилась ближе всего к Эретрии. Гавань была удобна и безопасна. В долине персы могли найти богатые и нетронутые пажити, на которых можно было бы пасти коней. Также Датис и Артаферн даже не думали о сражении в открытом поле, а предполагали, что афиняне ограничатся обороной стен своего города. По уверениям Гиппия, из долины можно было выйти по удобным дорогам прямо к Афинам.
Узнав об этом, афиняне также направили своё войско к Марафону. Во главе армии по древней традиции находилось десять стратегов. На помощь также прибыло ополчение из Платей. Мнения стратегов относительно дальнейших действий кардинально разошлись. Одни высказывались против битвы в связи с малочисленностью войска, другие же, напротив, советовали вступить в битву. Тогда стратег Мильтиад обратился к полемарху Каллимаху, от решения которого зависело окончательное решение, со словами:
| В твоих руках, Каллимах, сделать афинян рабами или же освободить их [...] Ведь с тех пор как существуют Афины, никогда им ещё не грозила столь страшная опасность, как теперь. [...] Мы — десять стратегов — разошлись во мнениях: одни советуют дать битву, а другие — нет. Если мы теперь же не решимся на битву, то я опасаюсь, что нахлынет великий раздор и так потрясёт души афинян, что они подчинятся мидянам. Если же мы сразимся с врагом, прежде чем у кого-либо возникнет гнусный замысел, то мы одолеем, так как ведь существует же божественная справедливость. Всё это теперь в твоей власти и зависит от тебя. Присоединись к моему совету, и твой родной город будет свободен и станет самым могущественным городом в Элладе. А если ты станешь на сторону противников битвы, тогда, конечно, мы погибли. |

Своими словами Мильтиад убедил Каллимаха в необходимости немедленного сражения. После принятия принципиального решения дать битву, а не придерживаться оборонительной тактики, все стратеги вслед за Аристидом уступили своё командование Мильтиаду.
Войско из афинян и платейцев прибыло к месту, где высадились персы. Равнина представляла обширную территорию, которая тянулась с юга на северо-восток вдоль моря и делилась ниспадавшим с Пентельского хребта водопадом на две половины. Южная её часть была ограничена горой Пентеликон, которая доходила непосредственно до морского побережья. Северная, отдалённая от Афин половина равнины также была окружена горными цепями. При этом ширина плоского пространства была кажущейся. На северо-востоке простирались обширные болотистые места, зелёная поверхность которых обманывала глаз.
Мильтиад распорядился стать лагерем на вершинах Пентельского хребта, перекрыв таким образом единственную дорогу к Афинам. Именно по ней Гиппий намеревался провести персов. Несколько дней оба войска стояли напротив друг друга и не предпринимали никаких военных действий.

## Силы сторон

### Греческие силы
У Геродота не приведены данные о численности армии греков, участвовавшей в битве при Марафоне. Корнелий Непот и Павсаний говорят о 9 тысячах афинян и тысяче платейцев. Римский историк III века н. э. Юстин пишет о 10 тысячах афинян и тысяче платейцев. Эти цифры сопоставимы с количеством воинов, которые, согласно Геродоту, участвовали в битве при Платеях через 11 лет после описываемых событий. В своём сочинении «Описание Эллады» Павсаний при рассказе о марафонской долине указывает на наличие на ней братских могил — афинян, платейцев и рабов, которых во время битвы впервые привлекли к военным сражениям. Современные историки в целом соглашаются с приведённой в античных источниках численностью участвовавших в битве эллинов.

### Армия персов
Согласно Геродоту, изначально флот персов составлял 600 кораблей. При этом он не указывает численности непосредственно войска, говоря лишь о том, что оно было «многочисленным и прекрасно снаряжённым». Для античных источников характерно завышение численности армии своего побеждённого противника. Это делало победы эллинов ещё более героическими. В диалоге Платона «Менексен» и «Надгробном слове» Лисия указывается 500 тысяч. Живший намного позже римский историк Корнелий Непот оценивает численность армии Датиса и Артаферна в 200 тысяч пехотинцев и 10 тысяч всадников. Наибольшая цифра в 600 тысяч встречается у Юстина.
Современные историки оценивают вторгшуюся на территорию Эллады армию в среднем в 25 тысяч пеших воинов и одну тысячу всадников (хотя встречаются и цифры в 100 тысяч).

### Сравнительная характеристика греческого и персидского войск

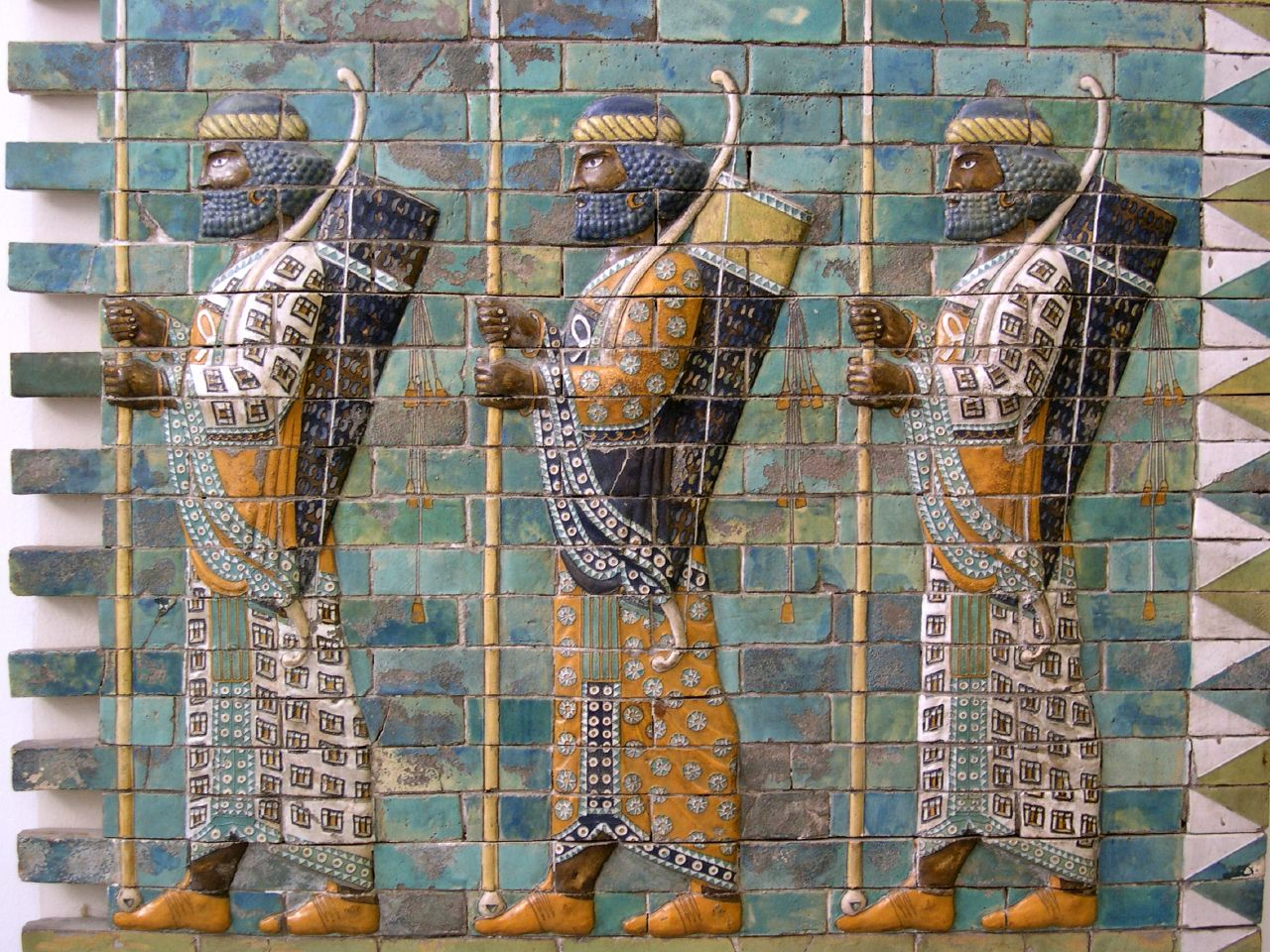
Персидские воины из гвардии «бессмертных». Фрагмент изразцового рельефа из царского дворца в Сузах

Войско персов состояло из представителей множества народов и племён, подвластных империи Ахеменидов. Воины каждой народности имели собственное оружие и доспехи. Подробное описание Геродота утверждает, что персы и мидяне носили мягкие войлочные шапки, штаны и пёстрые хитоны. Доспехи их были собраны из железных чешуек наподобие рыбьей чешуи, щиты сплетены из прутьев. На вооружении они имели короткие копья и большие луки с камышовыми стрелами. На правом бедре находился меч-кинжал (акинак). Воины других племён были вооружены значительно хуже, в основном луками, а зачастую просто дубинками и обожжёнными кольями. Из защитного снаряжения, кроме щитов, Геродот упоминает у них медные, кожаные и даже деревянные шлемы.
Греческая фаланга представляла собой плотное боевое построение тяжеловооружённых воинов в несколько шеренг. Во время боя главной задачей являлось сохранение её целостности: место павшего воина занимал другой, стоявший за ним. Главным фактором, оказавшим влияние на развитие фаланги, стало применение большого круглого щита (гоплона) и закрытого шлема коринфского типа. На внутренней поверхности гоплона крепились кожаные ремни, через которые просовывалась рука. Таким образом, щит держался на левом предплечье. Воин управлял щитом, держась за ремень ближе к его краю.

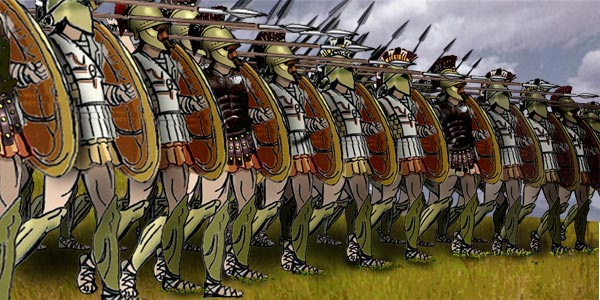
Греческая фаланга, реконструкция

Защищая гоплита слева, такой щит оставлял открытой правую половину туловища. Из-за этого в греческой фаланге воины должны были держаться плотной линией так, чтобы каждый гоплит прикрывал своего соседа слева, будучи прикрытым соседом справа. Для грека потерять щит в бою считалось бесчестьем, так как он использовался не только для собственной безопасности, но и для защиты всей шеренги. Голову гоплита в VI—V веках до н. э. предохранял бронзовый шлем коринфского (или «дорийского») типа, который носился на войлочной подкладке-шапочке. Глухой коринфский шлем обеспечивал полную защиту головы, но стеснял боковое зрение и слух. Воин видел только врага перед собой, что не представляло особой опасности в плотном боевом построении.
Во времена греко-персидских войн ещё были распространены так называемые «анатомические» бронзовые панцири, состоявшие из нагрудной и спинной пластин. Пластины рельефно со скульптурной точностью воспроизводили мышечные контуры мужского торса. Под панцирем гоплиты носили льняные туники, а спартанцы традиционно укрывались поверх доспехов красными плащами. Недостатком бронзовых кирас были незащищённые бёдра. В эту эпоху уже появились так называемые линотораксы, панцири на основе многих слоёв пропитанного клеем льна, которые через несколько десятилетий вытеснили в Греции «анатомические» бронзовые панцири. Линотораксы позволяли прикрыть бёдра, не стесняя движений воина.
В состав защитного снаряжения также входили бронзовые поножи. Они повторяли рельеф передней части голени, чтобы плотно облегать ноги и не мешать ходьбе.

## Битва

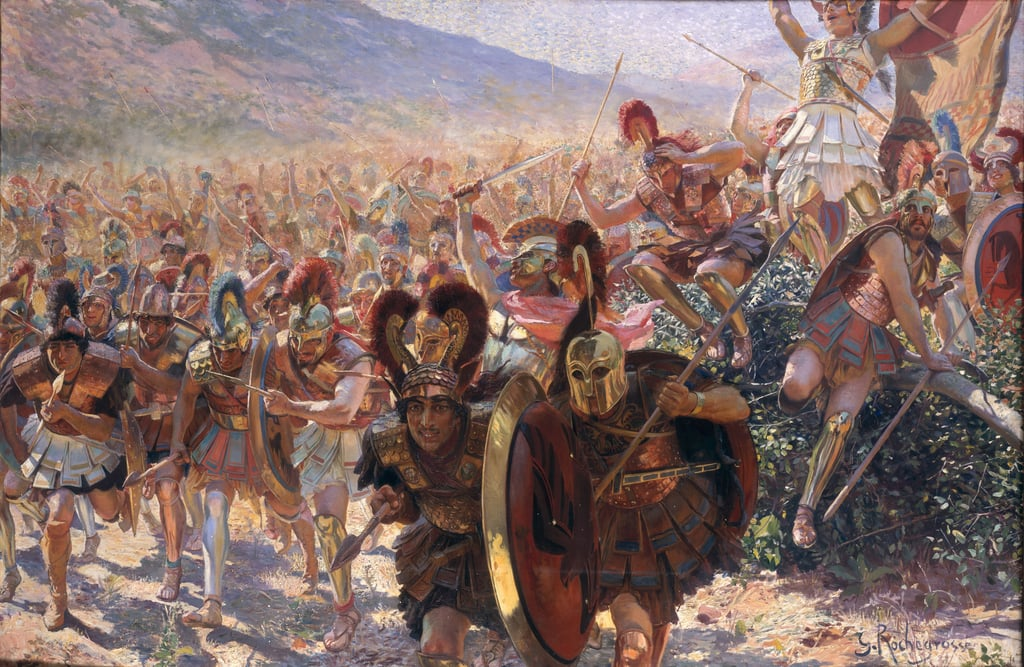
Жорж Рошгросс. «Герои Марафона», кон. XIX в.

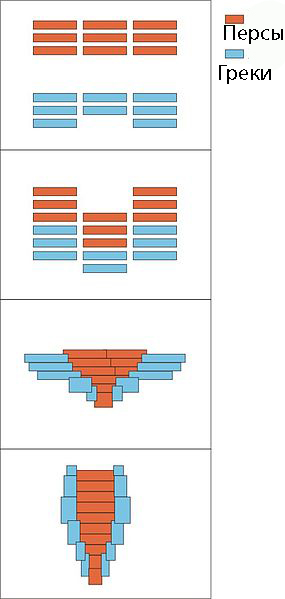
Схема действий греческих и персидских войск во время битвы при Марафоне

Немецкий историк-антиковед Эрнст Курциус на основании анализа и сопоставления описаний битвы при Марафоне и предшествующих ей событий объясняет, почему Мильтиад атаковал вражеское войско утром 12 сентября 490 года до н. э., не дождавшись идущего на помощь спартанского войска. Он обращает внимание на то, что во всех дошедших до нас источниках отсутствует описание действий конницы, на которую персы возлагали большие надежды. На определённых этапах сражения она могла бы сыграть решающую роль. Также у Курциуса вызывает удивление быстрота, с которой якобы была произведена посадка персидского войска на корабли. В условиях полного разгрома это является маловероятным. Исходя из этого, немецкий историк приходит к выводу, что персы, видя укреплённые позиции афинян и платейцев на горных склонах, отказались от мысли идти на Афины через Марафонский проход. Они предпочли предпринять высадку в более удобном для манёвров месте, где не было бы горных проходов и единственной хорошо укреплённой дороги. Курциус делает вывод, что Мильтиад предпринял своё нападение только тогда, когда персидское войско разделилось и конные отряды уже были погружены на суда. Таким образом, он напал на войска, оставленные позади и прикрывавшие отъезд армии. При данных предпосылках становится понятным, почему афиняне не дождались выступивших в поход профессиональных воинов спартанцев.
Расстояние между греками и персами составляло не менее 8 стадий (около 1,5 километра). Мильтиад выстроил своё войско в боевом порядке — на правом фланге расположились афиняне под командованием Каллимаха, на левом — платейцы, в центре находились граждане из фил Леонтиды и Антиохиды под командованием Фемистокла и Аристида. Боевая линия эллинов оказалась равной по ширине персидской, однако её центр составлял всего несколько рядов в глубину. Именно в центре войско греков было слабее всего. На флангах боевая линия была выстроена значительно глубже.
После построения греки начали наступление. Согласно Геродоту, все 8 стадиев они пробежали. Современные исследователи подчёркивают невозможность такого наступления для тяжеловооружённых воинов без нарушения боевого порядка. Делается предположение, что первую часть пути афиняне и платейцы прошли маршем и лишь после достижения расстояния, когда до них стали долетать вражеские стрелы (около 200 м), устремились бегом. Для персов нападение стало неожиданным. Как подчёркивает Геродот, «они первыми из всех эллинов […] напали на врагов бегом и не устрашились вида мидийского одеяния и воинов, одетых по-мидийски. До сих пор даже ведь одно имя мидян приводило в страх эллинов».
Битва длилась долго. В центре боевой линии, где стояли отборные отряды армии Датиса и Артаферна — персы и саки, а греческая линия была слабой, эллины начали отступать. Персы прорвали ряды афинян и стали их преследовать. Однако на обоих флангах победу одержали греки. Вместо преследования отступающих врагов они повернули и атаковали прорвавшие центр войска. В результате среди персов началась паника, и они стали беспорядочно отступать к кораблям. Грекам удалось захватить семь вражеских судов.
Согласно Геродоту, потери греков составили всего 192 афинянина, среди которых были полемарх Каллимах и брат Эсхила Кинегир. Потери персов «отец истории» оценивает в 6400 человек. Судьба одного из главных военачальников империи Ахеменидов Датиса разнится в различных античных источниках. Так, согласно Геродоту, Датис возвратился обратно в Азию. Согласно использовавшему персидские летописи Ктесию, Датис погиб во время сражения. Более того, греки отказались выдать персам тело их военачальника.

## После битвы

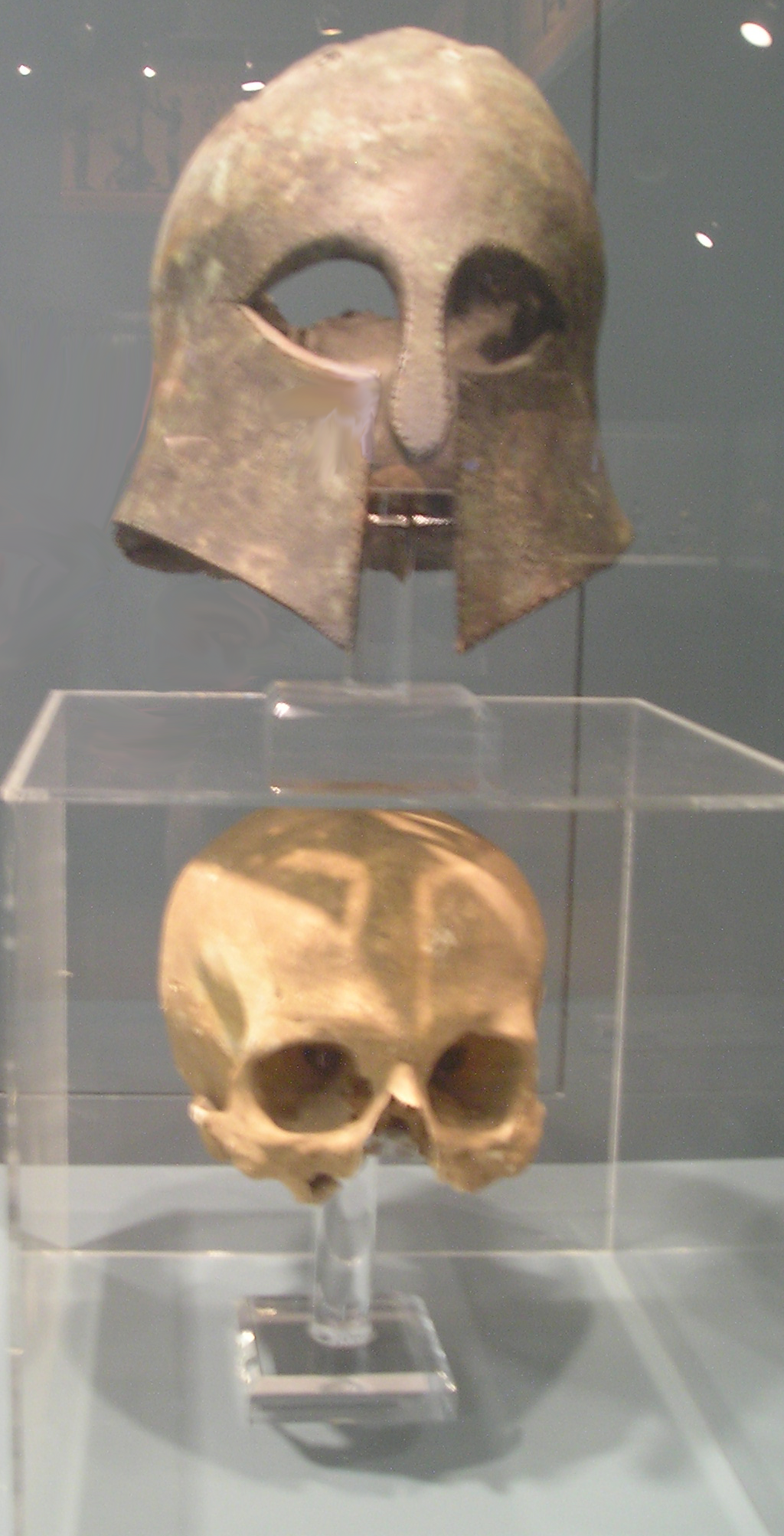
Коринфский шлем и череп, найденные на месте битвы при Марафоне

В Афинах существовала влиятельная «проперсидская» партия. Согласно Геродоту, врагу был дан условный сигнал щитом с вершины горы Пентеликон. Впоследствии распространилась молва, что это сделали Алкмеониды, предав таким образом общегреческое дело. Отчалив от Марафона, персидские суда направились к Суниону, чтобы, обогнув его, захватить Афины. Город оставался беззащитным, так как всё ополчение находилось на поле боя на расстоянии в 42 км. Планы врагов были вовремя разгаданы Мильтиадом. Победителям при Марафоне не суждено было отдохнуть после боя. Оставив отряд во главе с Аристидом для охраны пленных и военных трофеев, греческая армия в полном вооружении совершила форсированный марш к Афинам. Когда персы достигли Фалерской бухты, то обнаружили, что вся греческая армия снова стоит перед ними. Увидев, что город надёжно охраняется, персы не решились на сражение и отплыли домой.
На следующий день к Афинам прибыла спартанская армия, пройдя расстояние от Спарты (220 км) за 3 дня. Опоздав к сражению, они осмотрели поле боя, воздали хвалу афинянам и возвратились домой. Погибшие были удостоены величайших по меркам древних афинян почестей — их похоронили на поле боя.
Победителям при Марафоне Симонид посвятил одну из своих эпиграмм:
В первых рядах на полях Марафона с врагами сражаясь,
Силу блестящих мидян дети Афин разнесли.
Развеяв миф о непобедимости персов, битва при Марафоне значительно подняла боевой дух афинян и впоследствии осталась в их памяти как символ величия Афин. О том значении, которое придавали греки данной победе, свидетельствует большое количество памятников и цитат, посвящённых Марафону.

## Значение битвы для дальнейшего хода греко-персидских войн
Значение битвы по-разному оценивалось воюющими сторонами. Для эллинов она стала первой победой над войском империи Ахеменидов. Для персов поражение их армии не имело больших последствий. Их государство находилось на пике могущества и обладало огромными ресурсами. После этой неудачной экспедиции Дарий стал собирать огромное войско для покорения всей Греции. Его планам помешало восстание в Египте в 486 году до н. э. В том же году Дарий умер. Его трон занял Ксеркс. Подавив египетское восстание, молодой царь продолжил подготовку к походу на Грецию.

Карта походов в Грецию Дария I

За 10 лет, которые прошли от сражения при Марафоне до нового вторжения персов в Элладу, одним из участников битвы Фемистоклом был проведён ряд реформ по созданию в Афинах мощного флота. Именно его действия впоследствии привели к полному поражению армии Ксеркса.

## Легенды

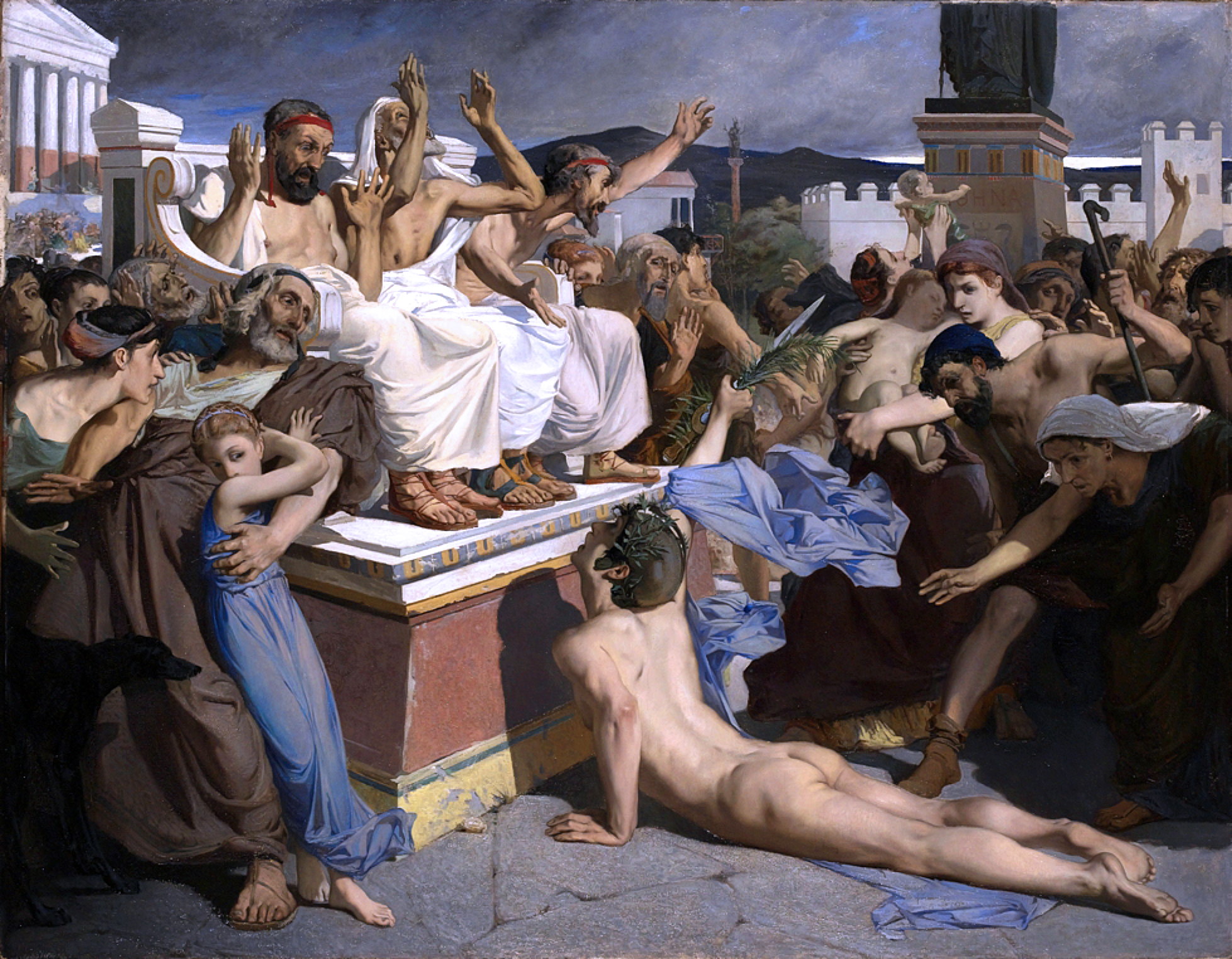
Картина, изображающая легендарный подвиг Фидиппида

С битвой при Марафоне связано несколько легенд. Согласно одной из них, дошедшей до нас из «Истории» Геродота, афиняне отправили некоего гонца Фидиппида в Спарту, чтобы он поторопил лакедемонян с выступлением в поход. По дороге к нему явился бог Пан и сказал, что благосклонно относится к жителям Афин несмотря на то, что те им пренебрегают, и придёт на помощь. Согласно легенде, бог сдержал своё обещание, после чего ему ежегодно стали приносить жертвы. Предание может иметь символический характер, так как от имени данного мифологического персонажа происходит слово «паника», которую Пан внушал при своём появлении. Возникшая паника среди войска персов была одним из важных факторов победы эллинов.
Согласно другой легенде, сражающимся явился призрак легендарного героя Тесея. В описании портика на афинском акрополе — расписной стои — Павсаний говорит об изображении на картине, посвящённой битве, и других богов-покровителей города. Таким образом, долю победы в столь важной для них битве греки приписывали богам.
Прошли века, разрушены Афины!

А Марафонский дол дивит, как прежде, свет

Всё тот же он, лишь пахарь изменился.

В ту землю он рабом вонзает плуг;

Как в дни былые, с нею лавр сроднился;

Её, как встарь, лучами греет юг.

Но иностранца стала достояньем

Земля, где перед греками главу

Склонили персы. Живы те преданья

При слове: Марафон — воспоминанья

Нам представляют тень былого на яву.

Войска схватились: длится бой кровавый;

Мидянин лук бросает и колчан.

За ним несётся грек, покрытый славой.

Какой трофей оставили нам годы

В стране, где слёзы Азия лила,

Где озарил Элладу блеск свободы?

Немых гробниц разрушенные своды;

Обломки урн, — вот всё, что лет скрывала мгла.
Другая недостоверная историческая легенда дала название спортивной дисциплине — марафонскому бегу (бегу на 42 км 195 м). Согласно Плутарху, писавшему свои труды спустя более чем 500 лет после описываемых событий, Мильтиад отправил гонца Евкла в Афины с вестью о победе. Пробежав сразу после боя около 40 километров к городу, скороход выкрикнул «Радуйтесь, афиняне, мы победили!» и умер. Лукиан трансформирует имя Плутархова гонца Евкла в Геродотова Фидиппида. Указанный Геродотом Фидиппид должен был бы пробежать несколько сотен километров (расстояние от Марафона до Спарты, оттуда обратно с посланием в Марафон, участвовать в битве, а затем со всеми греками вернуться быстрым бегом к Афинам — около 500 км). Так как к Афинам направлялся не один человек, а вся армия, легенда не выдерживает критики. Учитывая явную историческую недостоверность марафонского бега Фидиппида, с 1983 года группой энтузиастов ежегодно устраивается спартатлон — пробег между Афинами и Спартой в 246 км.

## Почитание
В античных Афинах в шестой день третьего месяца (Боедромиона) проводился праздник в честь Марафонской победы).

## Битва при Марафоне в искусстве
Когда во главе Афин стал сын победителя битвы при Марафоне Мильтиада Кимон, то по его поручению на северной стороне Агоры (центральной площади) была воздвигнута одна из самых знаменитых построек древних Афин — Расписная стоя. Она представляла собой портик, расписанный лучшими художниками того времени. Одна из картин изображала отца Кимона Мильтиада во время битвы при Марафоне. В целом росписи Стои современные исследователи считают образцом монументальной пропаганды раннеклассической эпохи. Также памятник в честь сражения был установлен около южной стены Афинского акрополя.
Поэтическое описание битвы дано в стихотворном цикле «Марафон» немецкого поэта Георга Гейма. Лорд Байрон, принимавший участие в греческой революции против Османской империи, в своём произведении «Паломничество Чайльд-Гарольда» обращается к патриотическим чувствам греков, напоминая об их былых победах.
В 2010 году Национальный банк Греции выпустил памятную биметаллическую монету номиналом в 2 евро, тиражом 2,5 млн экземпляров, посвящённую 2500-летию Марафонской битвы. На реверсе монеты изображены щит и воин, которые обозначают борьбу за свободу и благородные идеалы. Птица на щите символизирует рождение западной цивилизации в её нынешнем виде.

## Античные источники
- Геродот. История.
- Корнелий Непот. Мильтиад.
- Плутарх. [lib.ru/POEEAST/PLUTARH/plutarkh4_9.txt Аристид и Марк Катон] // Сравнительные жизнеописания.
- Плутарх. Тесей // Сравнительные жизнеописания.